# Tesco
Tesco — британская транснациональная корпорация, крупнейшая розничная сеть в Великобритании.
Штаб-квартира — в городе Уэлин-Гарден-Сити, графство Хартфордшир. Владелец крупнейшего гипермаркета Европы (Tesco в г. Нейс, Ирландия), площадью 67 тыс. м². В 2023 году заняла 421-е место в списке крупнейших публичных компаний мира Forbes Global 2000.

## История
Компанию основал Джон Коэн (John Edward (Jack) Cohen); свой первый магазин он открыл в 1919 году. Позже расширил деятельность в оптовую торговлю, в частности чаем. Одним из основных поставщиков чая был T.E. Stockwell, взяв инициалы этого поставщика и добавив к ним две первые буквы своей фамилии Коэн получил бренд Tesco, который начал использоваться с 1924 года; первый магазин под этой маркой появился в 1929 году в пригороде Лондона, а в 1932 году была зарегистрирована компания Tesco Stores Limited.
В 1947 году компания открыла свой первый супермаркет, хотя этот формат торговли не сразу приобрёл популярность среди британцев. В следующие два десятилетия Tesco быстро росла за счёт поглощения других сетей магазинов. К 1976 году у Tesco было 900 супермаркетов и магазинов, однако к концу десятилетия 500 из них были закрыты (в основном убыточные небольшие магазины); взамен компания открывала торговые центры, которые помимо супермаркетов включали магазины одежды, отделения банков, автозаправки и др. В 1983 году компания сменила название на Tesco plc. По состоянию на начало 1990-х у компании была 371 торговая точка, из них 150 — торговые центры, остальные — супермаркеты. Первым зарубежным приобретением стала французская сеть магазинов Catteau, купленная в 1993 году и проданная через 4 года. Более успешным был выход на рынки Центральной Европы — в 1994 году в Венгрии была куплена сеть супермаркетов Global, в следующем году — польская сеть Savia, а в 1996 году — сеть магазинов Kmart в Чехии и Словакии. Также в 1996 году у Associated British Foods была куплена розничная сеть в Ирландии. В 1997 году было создано финансовое подразделение, которое предлагало банковские и страховые услуги, а также начало выпуск банковских карт Tesco Visa Card; первоначально оно было совместным предприятием с Royal Bank of Scotland, в 2008 году доля партнёра была выкуплена. В конце 1990-х и начале 2000-х годов Tesco вышла на рынки нескольких стран Азии (Таиланд, Южная Корея, Тайвань, Малайзия, Япония, КНР, Турция), однако все они позже были проданы. В 2000 году был запущен интернет-магазин Tesco.com. В Великобритании в 2003 году была куплена сеть T&S Stores, что позволило увеличить долю на рынке розничной торговли страны до 28 %. В 2006 году была создана сеть магазинов в западных штатах США, но в 2013 году этот проект был закрыт. В 2017 году была поглощена компания по оптовой торговле едой и напитками Booker Group.

## Деятельность

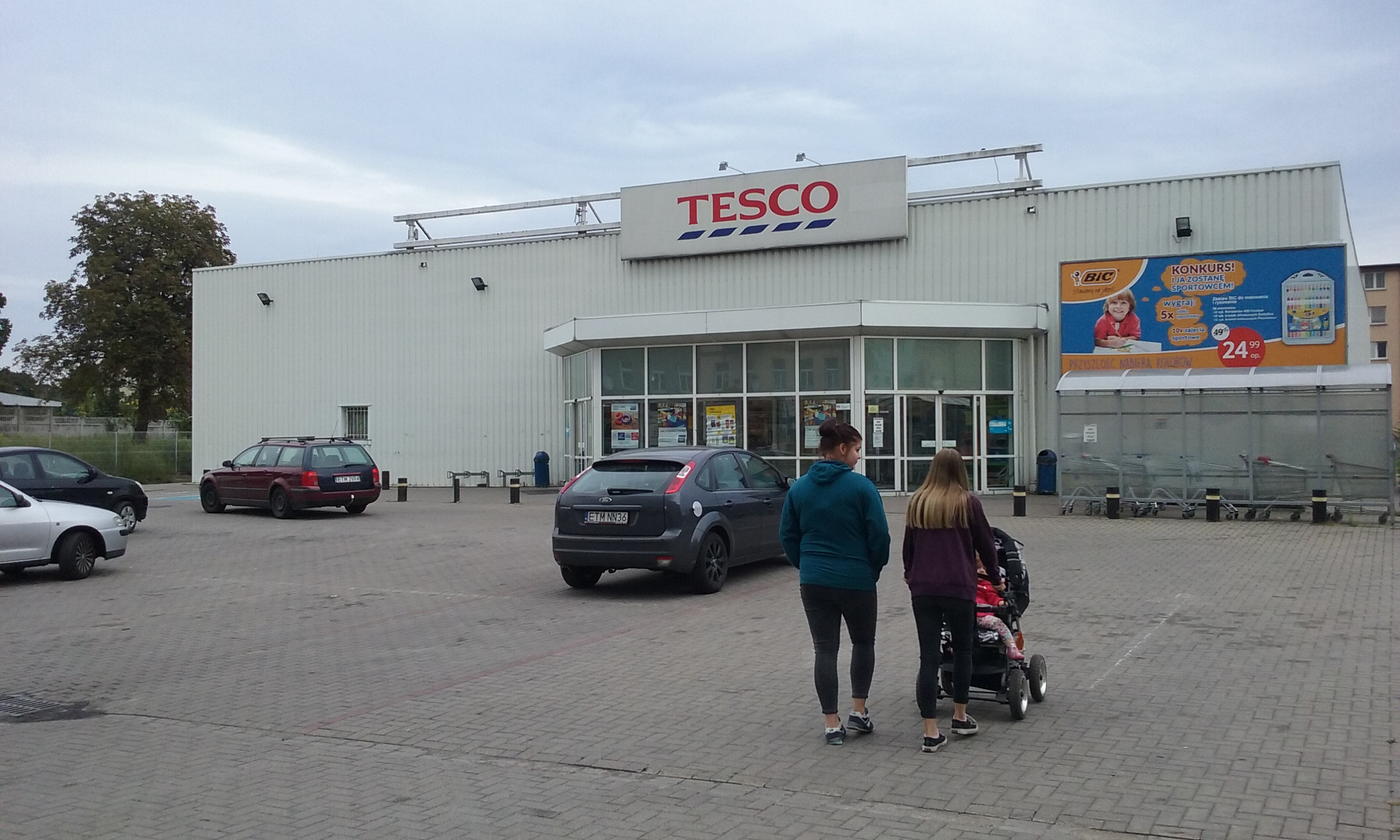
Супермаркет Tesco

Tesco — ретейлер № 1 в Великобритании с долей 27 % (по состоянию на 2023 год), управляет 4859 торговыми центрами по продаже продовольствия и промышленных товаров, из них 3712 в Великобритании, 166 в Ирландии, 187 в Чехии, 157 в Словакии и 197 в Венгрии; кроме этого есть совместное предприятие с Tata Group в Индии. Используемые торговые форматы — гипермаркет, супермаркет, магазин у дома и др.
The Tesco Group включает в себя сети супермаркетов Tesco, а также Tesco Bank (финансовые услуги), Tesco Mobile (виртуальный мобильный оператор с 5 млн абонентов, совместное предприятие с O2), One Stop (около 1 тыс. «магазинов у дома»), Booker (оптовая торговля), dunnhumby (аналитический центр).
Выручка за 2022/23 финансовый год составила 65,8 млрд фунтов, из них 8,1 млрд пришлось на горючее, 41,0 млрд — на розничную торговлю в Великобритании, 2,6 млрд — в Ирландии, 4,2 млрд — в Центральной Европе, 8,7 млрд — оптовую торговлю в Великобритании, 1,1 млрд — на финансовые услуги.